# Левченко Григорій Андріанович
Григо́рій Андріа́нович Ле́вченко (нар. 17 (30) листопада 1901, село Новоселиця, тепер Попільнянський район Житомирська область — пом. 19 лютого 1944, Київ) — український мовознавець та педагог.

## Життєпис
Походив з селянської родини. 1926 року закінчив Київський інститут народної освіти. Під час навчання працював у лінгвістичній секції літературно-лінгвістичного семінару вищого типу.
Працював у Херсонському педагогічному інстистуті — викладав українську мову та загальне мовознавство, Харківському, з 1934 — Київському університетах. Через важку форму туберкульозу 1939 року змушений полишити займану посаду.
У 1930-х роках брав участь у впорядкуванні українського правопису.
В окупованому Києві перебув прикутим до ліжка. Помер від виснаження організму, якого зазнав під час нацистської окупації Києва.

## Праці
Серед його праць:
- «Викорінити націоналістичне шкідництво в підручниках з мови», Харків, 1934,
- «Про правопис географічної номенклатури», «Мовознавство», № 5, 1935, (співавтор Д. П. Дрінов)
- «Орфографічний словник для початкової і середньої школи». — Київ, 1936, (співавтори: Д. С Леві, Людмила Рак)
- «Місце Шевченка в історії української літературної мови» — 1939,
- «Нариси з історії української літературної мови першої половини ХІХ століття». Київ-Харків: Радянська школа, 1946. 144 с.